# تدريس خصوصي
التدريس الخصوصي (بالإنجليزية: Tutoring)‏ هو نوع المساعدة الأكاديمية الخاصة، وعادة ما يقدمها معلم خبير؛ شخص لديه معرفة عميقة أو خبرة محددة في موضوع معين أو مجموعة من المواضيع.
المعلم الخاص، ويسمى رسميًا أيضًا المعلم الأكاديمي، هو الشخص الذي يقدم المساعدة أو الوصاية لشخص أو أكثر في مجالات أو مهارات معينة. يقضي المعلم بضع ساعات يوميًا أو أسبوعيًا أو شهريًا لنقل خبراته حول الموضوع أو المهارة إلى الطالب. يمكن أن يتم التدريس الخصوصي في بيئات مختلفة.